# Parartocarpus bracteatus
Parartocarpus bracteatus är en mullbärsväxtart som först beskrevs av George King, och fick sitt nu gällande namn av Odoardo Beccari. Parartocarpus bracteatus ingår i släktet Parartocarpus och familjen mullbärsväxter. Inga underarter finns listade i Catalogue of Life.